# Selections from Going My Way
Selections from Going My Way è un album discografico composto da tre dischi in gommalacca a 78 giri, registrato dal cantante statunitense Bing Crosby e pubblicato per la prima volta nel 1945 dalla Decca Records.

## Tracce
Disco 1
1. Going My Way
2. Swinging on a Star

Disco 2
1. Too-Ra-Loo-Ra-Loo-Ral
2. The Day After Forever

Disco 3
1. Ave Maria
2. Home Sweet Home